# دان جونسون
دان جونسون هو رجل أعمال أمريكي-كندي وخبير في الاقتصاد الجزئي. يشغل حالياً منصب أستاذ مشارك ورئيس قسم الاقتصاد في كلية كولورادو. كان أبرز أبحاثه هو التنبؤ بالميداليات الذهبية الأولمبية.
تلقى تعلمه في كل من كلية لندن للاقتصاد، وجامعة ييل، وجامعة أوتوا.